# Mikulovická lípa
Mikulovická lípa je památný strom lípa malolistá (Tilia cordata) poblíž zaniklé vesnice Mikulovice u Klášterec nad Ohří v okrese Chomutov v Ústeckém kraji.
Roste v Doupovských horách v nadmořské výšce 315 m v k. ú. Mikulovice u Vernéřova, vpravo od silnice z Klášterce nad Ohří do Kadaně. Vedle stromu stojí malá výklenková kaplička.

## Základní údaje
Obvod kmene měří 795 cm, proschlá koruna stromu dosahuje do výšky 17 metrů (měření 2009). V roce 2009 bylo stáří stromu odhadováno na 300 let.
Lípa je chráněna od roku 1976 jako strom s významným habitem.

## Stromy v okolí
- Jírovec v Miřeticích
- Sládečkův dub
- Zásadská lípa